# North Burnett Region
Koordinaten: 25° 37′ S, 151° 36′ O

Die North Burnett Region ist ein lokales Verwaltungsgebiet (LGA) im australischen Bundesstaat Queensland. Das Gebiet ist 19.670 km² groß und hat etwa 10.000 Einwohner.

## Geografie
Die Region liegt im Südosten des Staats etwa 250 km nordöstlich der Hauptstadt Brisbane.
Verwaltungssitz der LGA ist Gayndah mit etwa 1700 Einwohnern. Zur Region gehören folgende Stadtteile und Ortschaften: Abercorn, Aranbanga, Ban Ban, Ban Ban Springs, Bancroft, Barlyne, Beeron, Biggenden, Binjour, Blairmore, Bon Accord, Boynewood, Branch Creek, Brovinia, Bukali, Byrnestown, Campbell Creek, Cania, Cannindah, Cattle Creek, Ceratodus, Cheltenham, Coalstoun Lakes, Coominglah, Coominglah Forest, Coonambula, Coringa, Cynthia, Dallarnil, Deep Creek, Degilbo, Derri Derra, Didcot, Dirnbir, Dundarrah, Dykehead, Eidsvold, Eidsvold East, Eidsvold West, Gayndah, Ginoondan, Glenleigh, Glenrae, Golden Fleece, Good Night, Gooroolba, Grosvenor, Gurgeena, Harrami, Harriet, Hawkwood, Humphery, Ideraway, Kalpowar, Kapaldo, Lakeside, Langley, Malmoe, Mingo, Monal, Monogorilby, Monto, Moonford, Mount Debateable, Mount Lawless, Mount Perry, Mount Steadman, Mulgildie, Mundowran, Mundubbera, Mungungo, Mungy, Obil Bil, Old Cooranga, Penwhaupell, Philpott, Pile Gully, Rawbelle, Reids Creek, Riverleigh, Selene, Splinter Creek, Stockhaven, Tellebang, The Limits, Three Moon, Toondahra, Ventnor, Wahoon, Wateranga, Wetheron, Wilson Valley, Woodmillar, Woowoonga, Wuruma Dam, Yarrol und Yenda.

## Geschichte
Die heutige North Burnett Region entstand 2008 aus den sechs Shires Biggenden, Eidsvold, Gayndah, Monto, Mundubbera und Perry.

## Verwaltung
Der North Burnett Regional Council hat sieben Mitglieder. Sechs Councillor werden von den Bewohnern der sechs Divisions (Wahlbezirke) gewählt. Der Ratsvorsitzende und Mayor (Bürgermeister) wird zusätzlich von allen Bewohnern der Region gewählt.